# イブラヒム・ジェイラン
イブラヒム・ジェイラン（Ibrahim Jeilan, 1989年12月6日 - ）は、エチオピア出身の陸上選手。専門は中・長距離走。一時は日本を拠点として活動しており、ホンダに所属していた。

## 自己ベスト
- 3000m - 8分04秒21（2005年7月16日、マラケシュ）
- 5000m - 13分03秒22（2016年6月16日、ストックホルム）
- 10000m - 26分58秒75（2016年5月27日、ユージーン）
- 10kmロード - 28分20秒（2009年8月1日、ケープエリザベス）